# Петр Грушка
Петр Грушка (чес. Petr Hruška 7 червня 1964 р. Острава) — чеський поет, письменник, сценарист та історик.

## Життєпис
Петр Грушка виріс в остравській родині хімічного інженера та медичної сестри. Його брат Павел — літературний критик і теоретик. Його партнерка Іветта Еллерова — співачка та композиторка (остравські музичні гурти Norská trojka, Complotto).
Після навчання в гімназії в Остраві він продовжив навчання у Вищій гірничій школі в Остраві за спеціальністю «Переробка корисних копалин», спеціалізуючись на очищенні вод (отримав диплом інженера в 1987 році). У 1990—1994 роках вивчав чеську літературу та літературознавство на філософському факультеті Остравського університету (дипломна робота Сучасна незатверджена чеська поезія і проза). Після цього здобув науковий ступінь доктора в Масариковому університеті в Брно, захистивши дисертацію Повоєнний сюрреалізм і реакція на інерцію авангардної моделі в офіційній поезії (2003). У 1994—1995 роках проходив стажування в Інституті чеської літератури Академії наук Чеської Республіки, а з 1995 року працює там науковим співробітником у відділі дослідження літератури XX століття. Проживає в Остраві.
З початку 1990-х років публікує поезію, літературну критику та літературознавчі статті в журналах Host, Tvar, Revolver Revue, Literární noviny, Souvislosti, Weles, Psí víno, Lidé a Země, Slovenská literatúra, Protimluv, Obrácená strana měsíce тощо. У другій половині 1990-х років співпрацював як літературний критик із радіостанцією Vltava. Разом із Яном Балабаном заснував журнали Landek (1995—1998) та Obrácená strana měsíce (видається з 2003 року), а також виступав у кабаре Їржі Сурувки. Разом з Іваном Мотилом організовував у Остраві Literární harendy (1992—1994) — частково імпровізовані літературні, текст-апельні та хепенінгові вечори. Співпрацював із Радованом Ліпусом над сценарієм театральної п'єси Průběžná Ostrava krve (прем'єра 1994; телевізійний запис 1997, радіозапис 2000, у 2000 році також випущено на CD). Написав сценарій до документального фільму Genius loci — Historie časopisu Host, Host do domu (режисер Владімір Кельбл, телебачення Брно, 2002, прем'єра 2003). Деякі його вірші були покладені на музику гуртом Norská trojka (альбом Zelený Petr, 2002). Як додаток до журналу Aluze (2/3, 2004) вийшов диск із авторським читанням вибраних віршів. Брав участь у самвидавчому збірнику Eliáš v zahrádkách (1987).

## Творчість
Петр Грушка увійшов у літературу в середині 1990-х років зі збіркою Obývací nepokoje. Його поетика характеризується предметністю, буденністю, навіть мінімалізмом, що споріднює його творчість із такими авторами, як Петр Борковец, Павел Колмачка та Ярослав Жіла. У дебютній збірці він лише наближається до цієї стилістики, експериментуючи з поетичним словом, а в збірці Měsíce формує виразну поетичну концепцію, засновану на безпосередності чуттєвого сприйняття (особливо візуального), на ліричних спостереженнях за, здавалося б, непоетичним світом родини, квартири та побутових предметів. У цій поетиці час втрачає свою плинність, «оречевлюється», стаючи статичним елементом віршів.
Цю лінію автор продовжує у збірці Vždycky se ty dveře zavíraly. Проте новий напрям у його творчості намічається в поетичній прозі Odstavce, де поезія набуває більш абстрактного характеру: акцент зміщується з фіксації речей у їхній унікальності на сам момент народження думки. До ліричного опису він повертається у збірці Auta vjíždějí do lodí, де переносить свою увагу з інтер'єру квартири на міський пейзаж, додаючи динаміку як у змістовий, так і в мовний аспекти поезії.

#### Художня література:
- Obývací nepokoje (1995)
- Měsíce (1998)
- Vždycky se ty dveře zavíraly (2002)
- Auta vjíždějí do lodí (2007)

#### Зібрання творів:
- Zelený svetr (2004, містить неопубліковану збірку поетичної прози Odstavce)

#### Наукові праці:
- Někde tady. Český básník Karel Šiktanc (2010)

#### Участь у колективних виданнях:
- Slovník českých spisovatelů po roce 1945, II. díl (1998)
- Literatura pro II. ročník SOŠ (2001)
- Slovník českých literárních časopisů, periodických literárních sborníků a almanachů 1945—2000 (2002)
- Dějiny české literatury 1945—1989 (2007, 2008)
- V souřadnicích volnosti. Česká literatura devadesátých let dvacátého století v interpretacích (2008)

#### Редакторські проєкти:
- Rok 1947 (1999)
- Šlechtictví neklid. Karlu Šiktancovi k 80. narozeninám (2010)

#### Збірники та антології:
- Almanach Welesu (1997)
- Skřípavá hudba vrat (2000)
- V srdci černého pavouka (2000)
- Cestou (2003)
- Dítě v české poezii (2004)
- Antologie nové české literatury 1995—2004 (2004)
- Báseň mého srdce (2005)
- 7edm (2005)
- Antologie české poezie. II. díl (1986—2006) (2007)